# KIM Kompetenzzentrum Interoperable Metadaten
Die DINI AG KIM ist eine aus dem Kompetenzzentrum Interoperable Metadaten hervorgegangene Arbeitsgruppe der Deutschen Initiative für Netzwerkinformation. Sie beschäftigt sich mit nationalen und internationalen Metadatenstandards sowie der anwendungsübergreifenden Integration von Metadaten im Kontext des Semantic Web. Ziel von KIM ist die Verbesserung der Interoperabilität von Metadaten im deutschsprachigen Raum.
Um dies zu erreichen, unterstützt KIM die Erarbeitung von Metadatenstandards, die interoperable Gestaltung von Metadatenformaten und damit die optimale Nutzung von Metadaten in digitalen Informationsumgebungen mittels Lehrmaterialien, Schulungen, Beratungen und Best-Practice-Lösungen. Zudem fördert KIM die Kommunikation und den Austausch mit internationalen Organisationen und Projekten und stimmt die Entwicklungen im deutschsprachigen Raum mit Entwicklungen im internationalen Bereich ab.

## Projektpartner
Das Kompetenzzentrum Interoperable Metadaten entsteht im Rahmen des Projekts KIM. KIM hat eine Laufzeit von zwei Jahren und wird durch die Deutsche Forschungsgemeinschaft (DFG) gefördert.
Projektpartner:
- Niedersächsische Staats- und Universitätsbibliothek Göttingen (Projektleitung)
- Deutsche Nationalbibliothek
- Max Planck Digital Library (MPDL) der Max-Planck-Gesellschaft

in Zusammenarbeit mit:
- Eidgenössische Technische Hochschule Zürich
- Universität Wien

## Informationsplattform
Im Rahmen von KIM wird mit der Homepage des Kompetenzzentrums eine Informationsplattform geschaffen, die Lehr- und Informationsmaterialien zu nationalen und internationalen Metadatenstandards und Interoperabilität bereitstellt. Zu den Materialien gehören Übersetzungen relevanter Dublin-Core-Dokumente vom Englischen ins Deutsche, ein Report zur KIM-Nutzerumfrage von Metadaten und der KIM-DINI-Technology-Watch-Report – Standards und Standardisierung.

## Kommunikationsplattform
Als Kommunikationsplattform fördert KIM den Austausch mit internationalen Organisationen und Projekten im Bereich Metadaten und Interoperabilität und stimmt die Entwicklungen im deutschsprachigen Raum mit internationalen Entwicklungen ab. Die KIM-Experten tragen Anforderungen und Entwicklungen aus der deutschsprachigen Gemeinschaft in die entsprechenden internationalen Gremien. In diesem Zusammenhang engagiert sich KIM in der Dublin Core Metadata Initiative und dem W3C. Gleichzeitig informiert KIM die Gemeinschaft im deutschsprachigen Raum im Rahmen von Workshops und Materialien über die aktuellen internationalen Entwicklungen.

## Dienstleistungen
KIM bietet Dienstleistungen wie Schulungen, Beratungen und Lehrmaterial an, um Metadatenanwendern bei der Entwicklung interoperabler Metadatenprofile, der Erarbeitung von Metadatenstandards und der interoperablen Gestaltung von Metadatenformaten zu unterstützen. In Kooperation mit Hochschulen entwickelt KIM Tutorials, die aus Lernmodulen z. B. zu den Themen „Einführung in Metadaten“ oder „Interoperabilität und Metadaten“ bestehen. Zu diesen Themen erarbeitet KIM auch Workshops für Metadatenanwender aus Forschung, Verwaltung, Kultur und Industrie.

## KIM-Arbeitsgruppen
Die KIM-Arbeitsgruppen setzen sich aus Experten aus Deutschland, Österreich und der Schweiz zusammen und erstellen Dienstleistungen für Metadatenanwender im deutschsprachigen Raum. Die KIM-Arbeitsgruppe Interoperable Metadatenprofile (KIM-AG IM) entwickelt Zertifizierungsverfahren für Metadatenprofile aus dem deutschsprachigen Raum und arbeitet an der Weiterentwicklung internationaler Standards mit. Mit dem Ziel, den Bekanntheitsgrad der Dublin-Core-Kernelemente und damit deren Anwendung im deutschsprachigen Raum zu erhöhen, hat die AG Übersetzung DCMES das Dublin Core Metadata Element Set Version 1.1. vom Englischen ins Deutsche übersetzt.

## International Conference on Dublin Core and Metadata Applications 2008
KIM ist Co-Organisator der International Conference on Dublin Core and Metadata Applications 2008 im September in Berlin. Die internationale Konferenz, deren zentrales Thema 2008 „Metadata for Social and Semantic Applications“ ist, dient als Plattform für den Austausch über aktuelle Entwicklungen und praktische Erfahrungen im Bereich Metadaten und zu den Dublin-Core-Standards. Schwerpunkte sind Metadaten im Fokus von Semantic Web und Social Computing (Blogs, Wikis).